# Defense of the Ancients
Pour les articles homonymes, voir Dota (homonymie).
Defense of the Ancients (souvent abrégé en DotA) est une carte personnalisée pour le jeu vidéo de stratégie en temps réel Warcraft III: Reign of Chaos et son extension Warcraft III: The Frozen Throne inspirée de la carte Aeon of Strife pour StarCraft et dans laquelle deux équipes réunissant plusieurs joueurs s’affrontent dans le but de détruire un bâtiment appelé « Ancient » situé dans la base adverse. Chaque joueur contrôle un héros et est assisté par les héros de ses alliés et par des unités contrôlées par l’intelligence artificielle du jeu appelée « creep ». Comme dans Warcraft III ou dans un jeu de rôle, les héros acquièrent de l’expérience leur permettant de gagner des niveaux afin de se renforcer et d’apprendre de nouvelles capacités. Ces héros peuvent également utiliser de l’or pour acheter de nouveaux équipements.
La première version de la carte fut développée en utilisant l’éditeur de cartes de Warcraft III: Reign of Chaos et a été publiée en 2003 par Kyle Sommer[réf. souhaitée]. Plusieurs variations de la carte originale furent ensuite développées notamment après la mise à disposition par Blizzard Entertainment de l’éditeur de carte de Warcraft III: The Frozen Throne. La version la plus célèbre appelée DotA Allstars développée par Steve "Guinsoo" Feak puis par "IceFrog" à partir de 2005 est celle aujourd’hui connue sous le nom de Defense of the Ancients qui fait l’objet de cet article.
En 2009, plus de dix millions de joueurs avaient essayé DotA.  La carte a également été à l’affiche d’importants tournois internationaux incluant la BlizzCon organisée par Blizzard Entertainment, les World Cyber Games asiatiques et l’Electronic Sports World Cup. Le site Gamasutra a désigné DotA comme étant peut-être le plus populaire des « mods gratuits et non financés » dans le monde.
De DotA est né le genre d'arène de bataille en ligne multijoueur (en anglais, Multiplayer online battle arena : MOBA), qu'on a d'ailleurs longtemps appelé DotA-like. Depuis, de nombreux jeux se sont largement inspirés de ses principes fondamentaux : League of Legends, DotA 2, Heroes of Newerth ou encore Heroes of the Storm.

## Système de jeu

### Principe
Dans Defense of the Ancients, deux équipes – les sentinelles et le fléau – s’affrontent dans le but de détruire un bâtiment appelé « ancien » situé dans la base adverse. Le camp des sentinelles est basé au sud-ouest de la carte alors que celui du fléau est situé au nord-est. Les anciens de chaque camp sont défendus par des tours et par des unités – appelées « creeps » – qui gardent les routes reliant les bases des deux équipes. La victoire est obtenue lorsqu’une des équipes parvient à détruire l’ancien de l’équipe adverse,. Chaque joueur contrôle un héros qu'il peut choisir au début de la partie parmi les 104 héros disponibles dans le jeu. Comme dans Warcraft III ou dans un jeu de rôle, les héros acquièrent de l’expérience leur permettant de gagner des niveaux leur permettant de se renforcer et d’apprendre de nouvelles capacités. Ces héros peuvent également utiliser de l’or - qu'ils gagnent en tuant des creeps, des bâtiments ou des héros adverses - pour acheter de nouveaux équipements,.

### Héros
Chaque héros possède des capacités particulières qu'il peut acquérir et améliorer à chaque fois qu'il gagne un niveau. Bien que quelquefois semblables ou inspirés du jeu original, les héros ne sont pas les mêmes que dans Warcraft III ni dans son extension The Frozen Throne : ils ont tous été personnalisés et adaptés pour DotA.
Un héros possède trois caractéristiques, dont l’une est dite « principale » car elle augmente directement ses dommages physiques (+1 aux dégâts par point) :
- La force (Strength) : permet d’augmenter la vie (19 PV par point) ainsi que la régénération passive de la vie.
- L’agilité (Agility) : permet d’augmenter l’armure (+1 armure pour 7 points) et la vitesse d’attaque (+1 % par point).
- L’intelligence (Intelligence) : permet d’augmenter le mana du héros (13 PM par point) ainsi que la régénération passive du mana.

Les héros peuvent franchir 25 niveaux. Ils disposent de 3 sorts de base comportant 4 niveaux de développement, d’un sort ultime (ultimate) comportant 3 niveaux et d’une option 'statistiques' (sur 10 niveaux) permettant d’augmenter de deux unités chacune des trois caractéristiques des héros. Le franchissement d’un niveau permet d’augmenter d’un point une caractéristique (sort, ultime ou statistiques) jusqu'à son maximum.
Chaque héros dispose de capacités et de sortilèges qui lui sont propres. C’est au joueur de définir et de trouver la stratégie la mieux adaptée pour son héros et son style de jeu. Par exemple, il est parfois intéressant de monter les statistiques et une capacité plutôt que deux capacités. Ainsi cela permet d’améliorer les chances de survie en début et milieu de partie, sans toutefois trop perdre en potentiel offensif.
Lorsqu'un héros meurt, il ressuscite dans sa base au bout d'un temps proportionnel à son niveau (de quelques secondes en début de partie à plusieurs minutes à la fin).

### Objets
Chaque héros possède un inventaire qui lui permet de garder sur lui jusqu'à six objets. Ceux-ci permettent d’augmenter les caractéristiques, capacités et pouvoirs des héros. Ils peuvent être achetés en divers points sur la carte. Certains objets peuvent être assemblés ensemble au moyen d’une formule (recipe) pour donner un objet plus puissant n’occupant qu’un espace.
Il existe des runes, trouvables en deux endroits de la rivière, qui confèrent, lors qu’elles sont capturées par un héros, des avantages pour une durée limitée.
Elles apparaissent toutes les minutes paires (deuxième, quatrième, sixième minute, etc.), si une rune n’est pas déjà présente sur la carte. La position d’une nouvelle rune apparaissant aléatoirement entre les deux emplacements prévus.
Les différents types de runes sont :
- Hâte (Haste) : le héros voit sa vitesse atteindre la valeur maximale (522 unités de distance par seconde) et se déplace en conséquence de façon très rapide.
- Double Dommage (Double Damage) : les dégâts physiques infligés par le héros sont doublés. On utilise l’abréviation DD lorsqu’on parle de cette rune.
- Illusion : deux images (deux doubles) du héros apparaissent temporairement. Elles infligent moins de dégâts et en reçoivent plus que l’original, mais permettent de semer la confusion.
- Invisibilité (Invisibility) : rend le héros invisible aux adversaires (l’effet s’arrête si le héros attaque ou utilise un pouvoir).
- Régénération (Regeneration) : soigne et rend le mana du héros très rapidement (l’effet s’arrête si le héros est attaqué).
- Prime (Bounty) : octroie au héros un bonus d'or et d'expérience instantanément.

Consommables :
- Clarity Potion : Régénère 100 points de mana en 30 secondes quand elle est utilisée. S'enlève lorsque l'on est attaqué.
- Healing Salve : Soigne 400HP en 10 secondes sur une unité alliée. 1 charge. S'enlève lorsque l'on est attaqué.
- Ancient Tango of Essifation : Permet au porteur de consommer un arbre, ce qui restaure 115 points de vie en 16 secondes. 3 charges.
- Empty Bottle : Elle permet de stocker l'eau pour la guérison allant jusqu'à 3 utilisations, chaque utilisation fait gagner 135 points de vie et 70 points de mana en 3 secondes. Alternativement, elle peut être utilisée pour capturer les runes magiques pour un maximum de 2 minutes. Si une rune est capturée, elle se recharge.
- Observer Wards : Crée un Observer Ward pour épier une zone. N'a pas la capacité True Sight. Dure 6 minutes. Contient 2 charges.
- Sentry Wards : Crée une Sentry Ward avec la capacité True Sight, révélant les unités invisibles à proximité. N'a pas de portée. Dure 3 minutes. Contient 2 charges.
- Dust of Appearance : Révèle les unités ennemies invisibles dans une zone autour du héros et réduit leur vitesse de déplacement. Ne se cumule pas dans l'inventaire. Contient 2 charges. Dure 12 secondes.
- Animal Courier : Crée une petite et rapide unité qui peut transporter des objets de et vers la base.
- Scroll of Town Portal : Vous transporte à une structure alliée.

### Stratégie

#### Last hit
Le last hit est le fait pour un héros de porter le dernier coup à une unité et donc de tuer celle-ci. Lorsqu'un héros tue une unité ennemie, il gagne un bonus d'or. La maîtrise du last hit est donc un élément essentiel pour engranger de l'or plus vite que l'adversaire au cours de la partie.

#### Deny
Le deny est le fait d’achever une unité ou un bâtiment allié ce qui d'une part empêche les héros ennemis de gagner de l'or en le faisant (ou réduit fortement le gain d'or dans le cas des tours), et d'autre part réduit l'expérience attribuée à ceux-ci.

#### Lane control
C’est le fait d’associer les deux précédentes techniques pour harasser ou mener une guerre d’attrition (d'usure) sur les ressources de l’adversaire. Plus l’ennemi sera mis en difficulté rapidement en début de partie, plus facile sera le milieu et la fin de partie. Certains héros ont des facilités à cette tâche, d’autres non. On peut citer Viper, Sniper et Silencer qui possèdent un très bon contrôle de lane, la lane étant un des couloirs ou les creeps alliés et ennemis vont s’affronter.

#### Gank
Élément incontournable du jeu, le gank (abréviation de gang kill) consiste à attaquer un ou des héros à plusieurs. La réussite de cette technique repose essentiellement sur l'effet de surprise (embuscade, attaque soudaine...) et sur la supériorité numérique. Le gank est une des plus puissantes stratégies utilisées et peut donc facilement énerver l’équipe qui la subit, poussant quelquefois les joueurs qui en sont victimes à quitter la partie.
Une bonne coordination et communication entre les joueurs permet entre autres de faire des ganks plus efficaces et d’éviter les ganks adverses. En particulier, pour éviter à ses équipiers de subir des ganks, chaque joueur se doit d'annoncer miss (« manque ») dès qu'un héros ennemi présent sur sa lane disparaît de son champ de vision. Cela peut permettre à ses alliés d'avoir le temps de battre en retraite avant d'être attaqués.
L'utilisation pertinente des runes et des sorts dont dispose chaque héros sont également très importants pour assurer l'efficacité du gank.

#### Push
Le push (en anglais, « pousser », « appuyer ») est le fait d'appliquer une pression soutenue dans une lane de façon à faire progresser les creeps alliées rapidement, généralement dans le but de détruire la tour adverse la plus proche. Le but n’est pas forcément de tuer les héros adverses, mais de raser les structures défensives, sans que ces derniers ne puissent se défendre, pour faciliter la progression des vagues alliées.
Le push s’effectue souvent après plusieurs « gank » pour permettre de détruire les structures avec plus de sécurité.

#### Farm
Le Farming (en anglais, « récolte») consiste pour le ou les héros principaux d'une équipe (carry) à amasser de l'or pendant que les autres essayent d'empêcher les carry adverses de faire de même. Pendant que tous les membres d'une équipe sont engagés dans des combats, le carry reste généralement à farmer dans sa lane jusqu'au middle game ou au late game, lorsqu'il a suffisamment d'or pour acheter les objets dont il a besoin. Cet aspect du jeu, jugé ennuyeux néanmoins tend à être atténué par les mises à jour, par le nerf des principaux farmers (Medusa, Terrorblade)

## Développement
La première version de Defense of the Ancients a été développée en utilisant l’éditeur de cartes du troisième opus de la série Warcraft - Warcraft III: Reign of Chaos - sorti en 2002. La carte est publiée pour la première fois en 2003 par un anonyme connu sous le pseudonyme de « Eul » et est basé sur une carte développée à l’origine pour StarCraft connue sous le nom de « Aeon of Strife,». « Eul » ne mettra pas à jour sa carte après la mise à disposition par Blizzard Entertainment de l’éditeur de carte de Warcraft III: The Frozen Throne mais plusieurs variations de la carte originale, ajoutant entre autres de nouveaux héros et objets, furent néanmoins développées,. La version la plus célèbre appelée DotA Allstars développée par Steve « Guinsoo » Feak puis par « IceFrog » à partir de 2005 est celle aujourd’hui connue sous le nom de Defense of the Ancients.

## Accueil
Dès 2004, Defense of the Ancients acquiert une certaine notoriété et est par exemple mise en avant par le magazine Computer Gaming World dans un test des cartes personnalisées développées pour Warcraft III. En 2005 ont lieu les premiers tournois de DotA Allstars lors notamment de la Blizzcon organisée par Blizzard Entertainment.
DotA Allstars fait partie des épreuves officielles des World Cyber Games de 2005 en Malaisie et à Singapour avant de devenir une épreuve des WCG d'Asie à partir de 2006. Le jeu fut également inclus dans la liste des épreuves des ligues internationales « Cyberathlete Amateur League » et « Cyber Evolution ». En 2008, DotA Allstars est également à l’affiche de l'Electronic Sports World Cup,. Pour justifier ce dernier choix, l'organisateur des ESWC – Olivier Paradis – fait état du haut niveau d’implication de la communauté ainsi que du succès mondial du jeu. DotA est particulièrement populaire aux Philippines et en Thaïlande où il connait un succès similaire à celui de Counter-Strike,.

## Postérité
Defense of the Ancients a été cité comme ayant influencé le jeu Demigod développé par Gas Powered Games et publié en 2009,. Le site GameSpy met ainsi en avant que le jeu pourrait se résumer à des « aspirants dieux jouant à DotA dans la vie réelle ». Steve Feak a utilisé l’expérience acquise en développant Defense of the Ancients pour concevoir League of Legends dont le système de jeu est fortement inspiré de celui de DotA. D’autres clones de DotA ont également vu le jour comme le jeu Heroes of Newerth,. Blizzard Entertainment a développé Heroes of the Storm, une version de DotA utilisant le moteur du jeu Starcraft 2 et dans laquelle apparaissent de nombreux héros des différentes franchises du studio comme Warcraft, StarCraft, Diablo et Overwatch. En 2009, Valve a annoncé avoir embauché un des développeurs de DotA Allstars - « Icefrog » - avant d'annoncer Dota 2 en 2010,.

## Dans la culture populaire
En 2006, le DJ suédois Basshunter a écrit le morceau Vi sitter i Ventrilo och spelar DotA. Un clip est également réalisé pour l'occasion.